# Mautodontha boraborensis
Mautodontha boraborensis é uma espécie de gastrópode  da família Charopidae.
É endémica da Polinésia Francesa.